# Ibirapuitã
Ibirapuitã is een gemeente in de Braziliaanse deelstaat Rio Grande do Sul. De gemeente telt 4.315 inwoners (schatting 2009).